# Christinus alexanderi
Espèce
Synonymes
- Phyllodactylus marmoratus alexanderi Storr, 1987

Christinus alexanderi est une espèce de geckos de la famille des Gekkonidae.

## Répartition
Cette espèce est endémique d'Australie-Occidentale. Elle se rencontre dans la plaine de Nullarbor.

## Étymologie
Cette espèce est nommée en l'honneur de William Backhouse Alexander (1885-1965).

## Publication originale
- Storr, 1987 : The genus Phyllodactylus (Lacertilia: Gekkonidae) in Western Australia. Records of the Western Australian Museum, vol. 13, no 2, p. 275-284 (texte intégral).